# Roy Ironside
Roy Ironside (sinh ngày 28 tháng 5 năm 1935) là một cựu cầu thủ bóng đá thi đấu ở Football League cho Rotherham United và Barnsley. Ong là thành viên của đội hình và Chung kết Football League Cup 1961 của Rotherham. Con trai của ông là Ian Ironside, một cầu thủ bóng đá đã về hưu cũng thi đấu ở vị trí thủ môn và người cháu Joe Ironside thi đấu ở vị trí tiền đạo cho Kidderminster Harriers.